# Ulica Zorza w Lublinie
Ulica Zorza – jedna z głównych ulic na obrzeżach Lublina, o długości 1,3 km. 

## Przebieg
Ulica przebiega z zachodu na wschód. Rozpoczyna się od ul. Głuskiej i biegnie w stronę  Abramowic Prywatnych wpada do niej kilka nienazwanych dróg polnych i ul. F. Grabowskiego. Kontynuacją ulicy jest ul. Malwowa biegnąca przez Abramowice Prywatne i Kalinówkę wychodząc do ul. Piaseckiej (kontynuacja ul. J. Franczaka w stronę Świdnika). Na całej długości ulica jest jednojezdniowa. Ulica w całości przebiega przez dzielnicę Głusk.

## Okolice
Ulica znajduje się w odległości ok. 6 km od centrum miasta. Przy ulicy ulokowana jest rozproszona zabudowa jednorodzinna i pojedyncze lokale usługowe. Nieopodal znajduje się Kościół św. Jakuba Większego i Szpital Neuropsychiatryczny im. profesora Mieczysława Kaczyńskiego. 

## Komunikacja miejska
Ulicą kursuje linia autobusowa nr 73 i mieszczą się przy niej 4 przystanki. 